# آنگلفر
آنگلفر (به فرانسوی: Anglefort) یک کمون در فرانسه با جمعیت ۹۶۰ نفر است که در Canton of Seyssel واقع شده‌است.